# Mýtiny

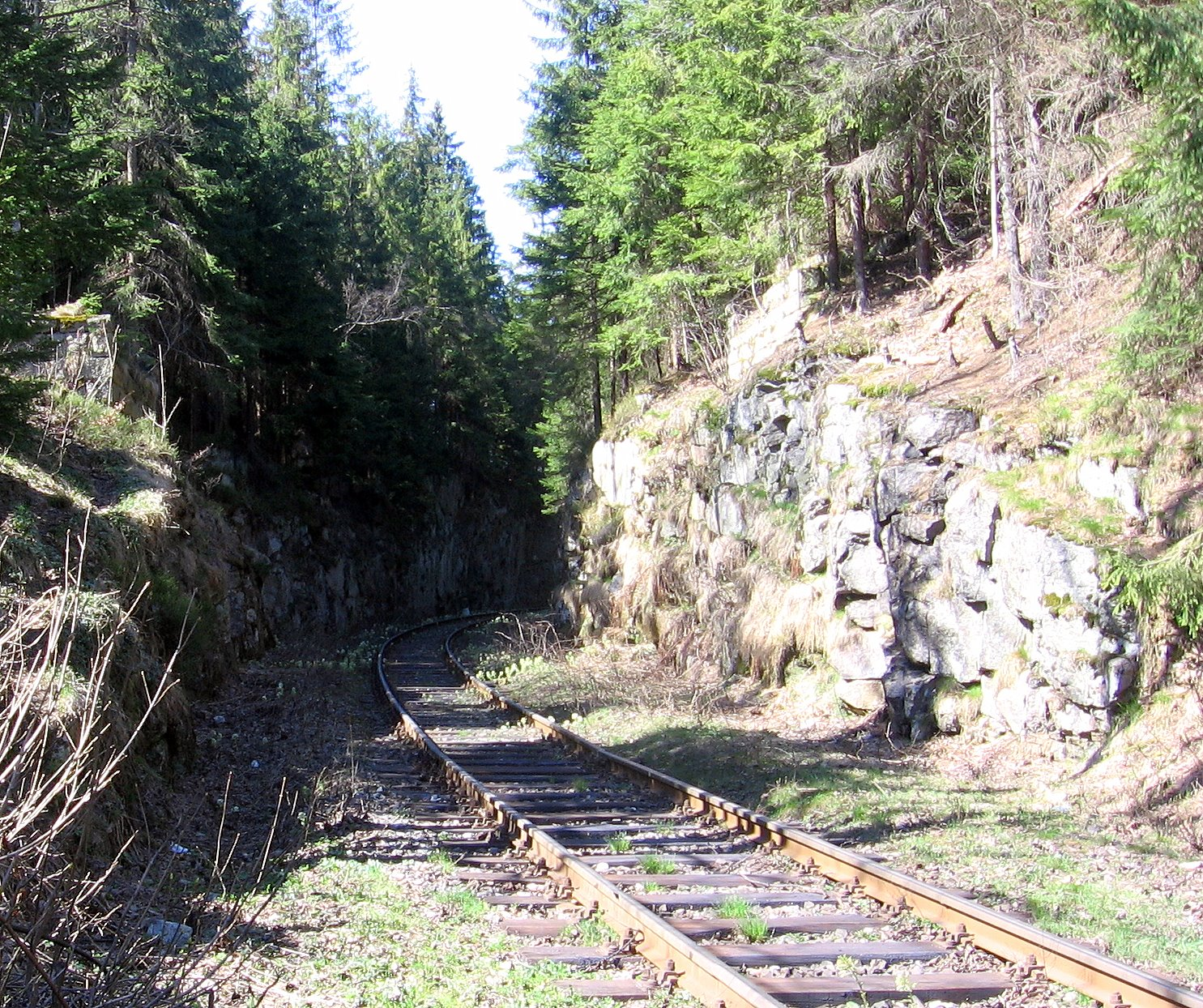
Harrachov – Linia kolejowa w głąb Czech

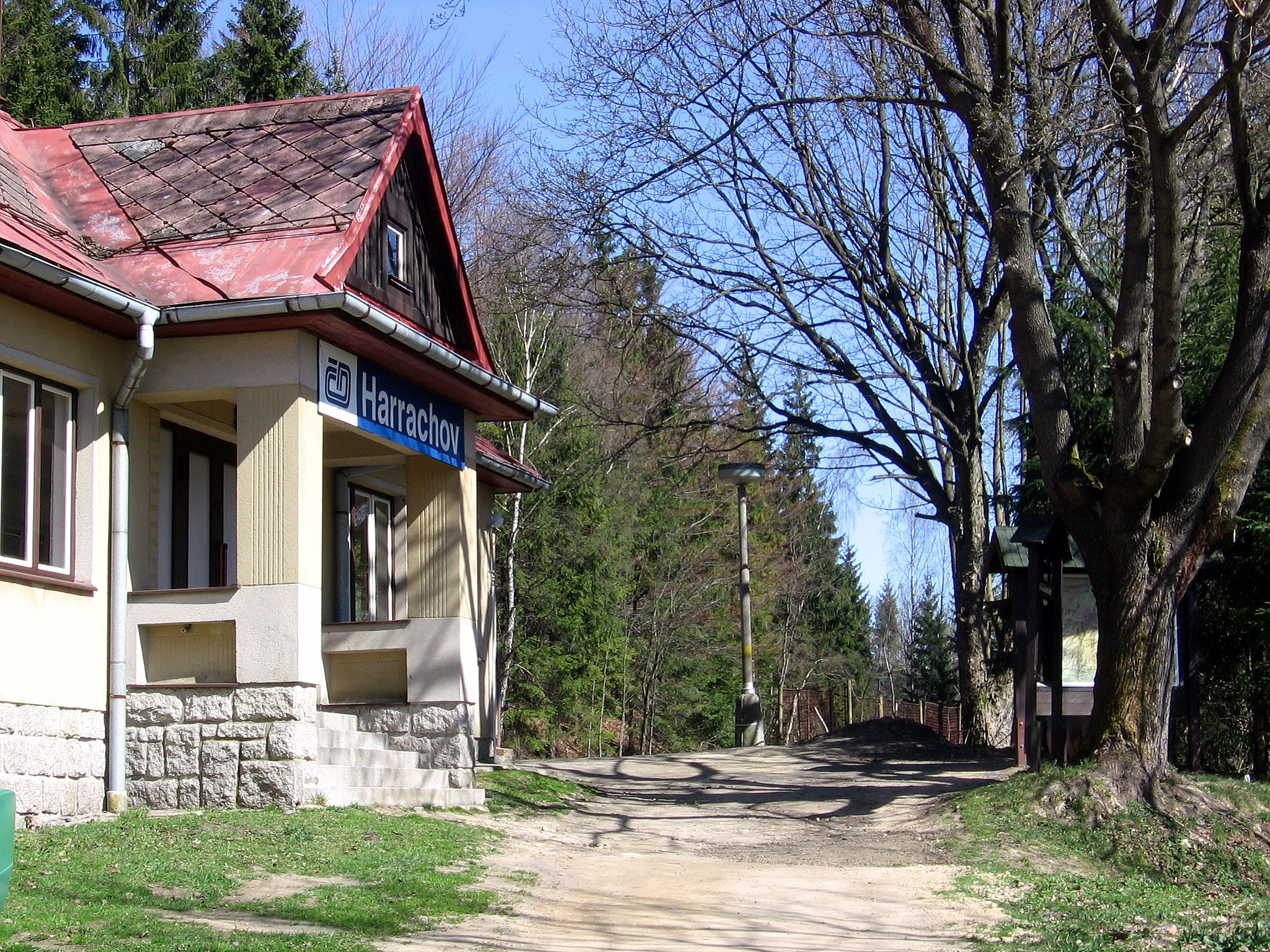
Stacja kolejowa Harrachov-Mýtiny

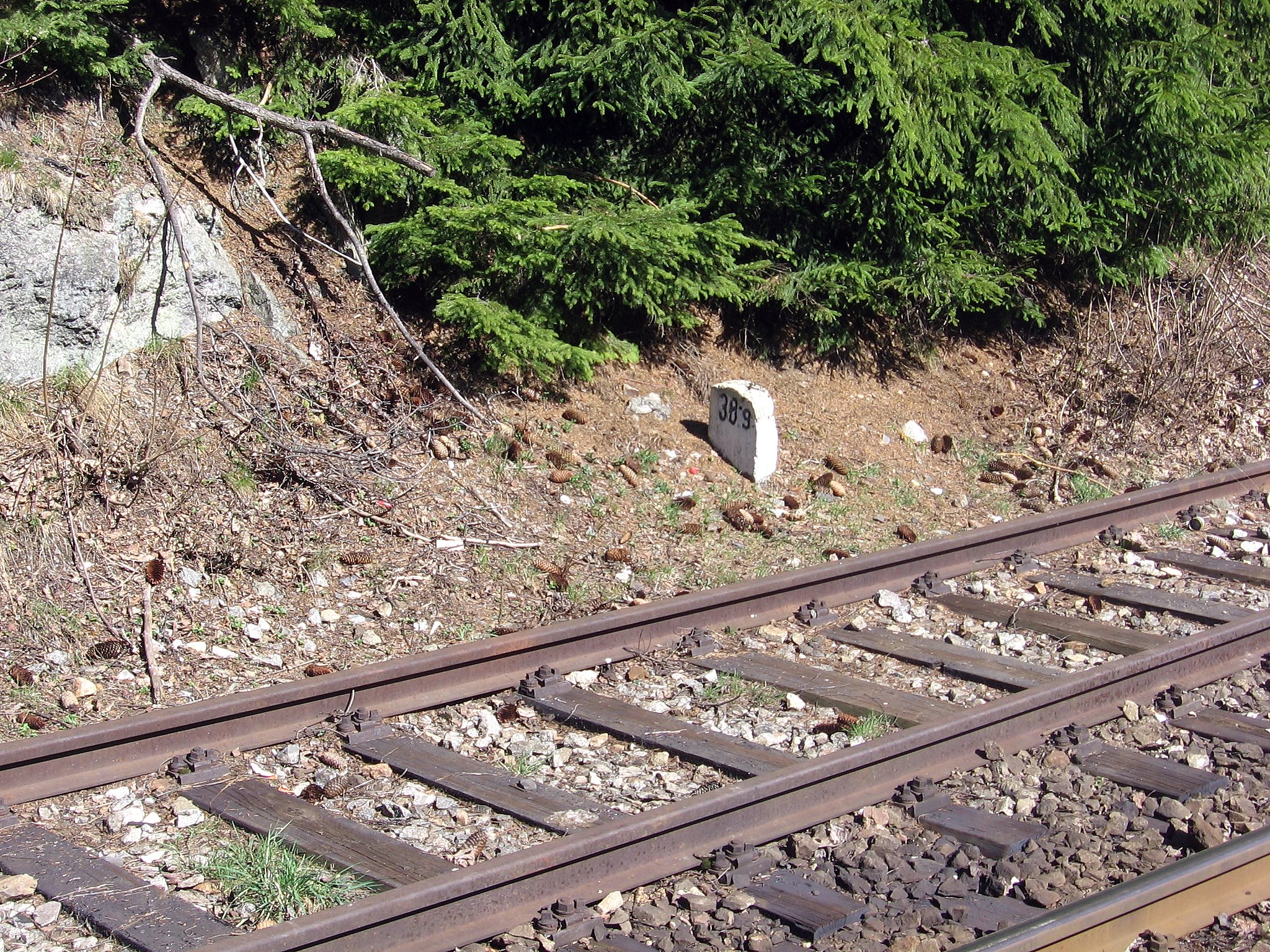
Słupek kilometrowy – odległość od Liberca

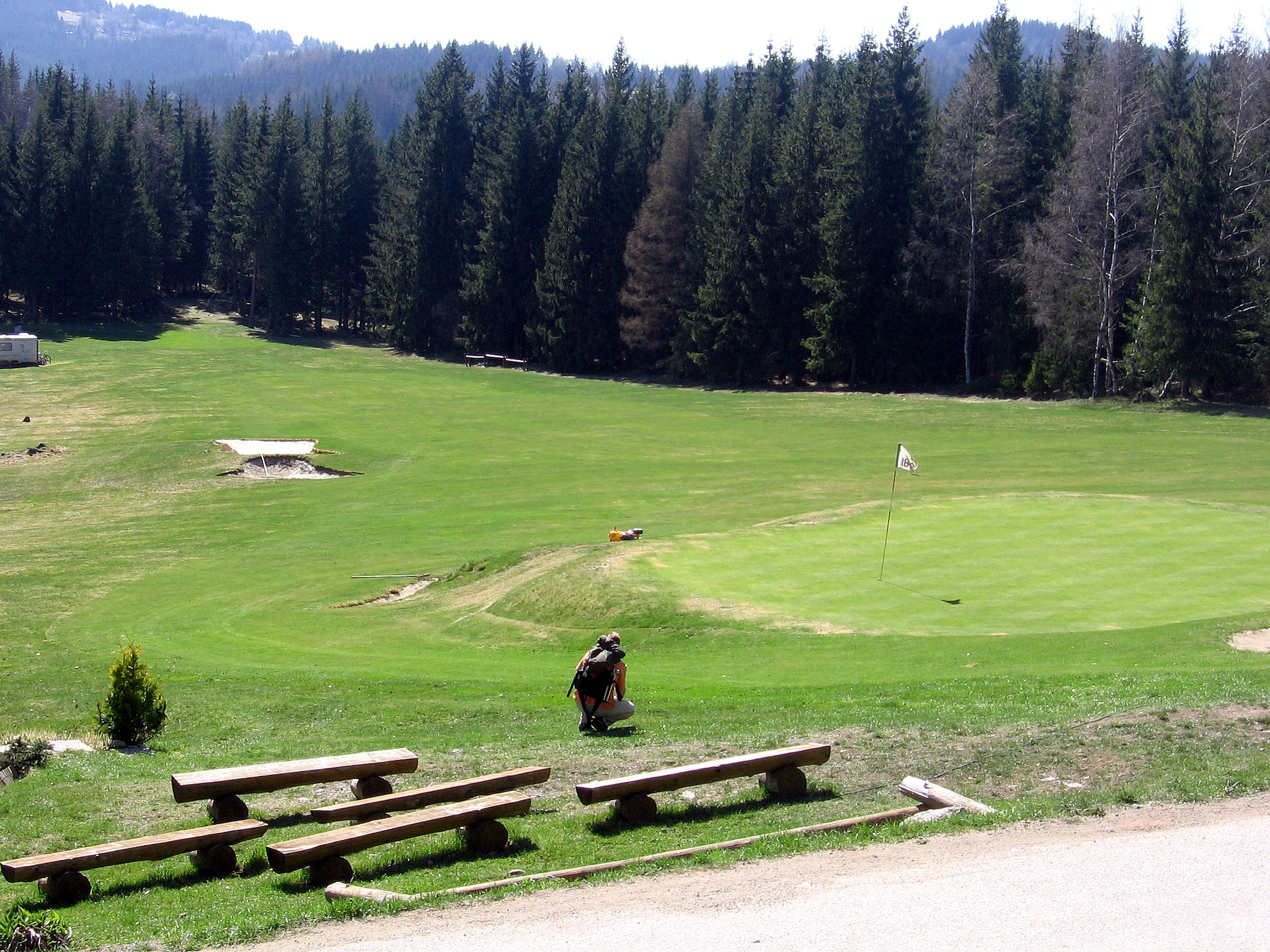
Pole golfowe Harrachov-Mýtiny

Mýtiny (w latach 1945–58 Tkacze; niem. Strickerhäuser) – część miasta Harrachov w Czechach, w latach 1945–1958 wieś w Polsce, położona pomiędzy Harrachovem a Szklarską Porębą.
Miejscowość położona jest na południowym stoku znajdującej się po polskiej stronie Tkackiej Góry wchodzącej w skład Koziego Grzbietu w Górach Izerskich, nad doliną rzeki Izery, na historycznym Dolnym Śląsku. Znajduje się na trasie budowanej w latach 1888–1902 Kolei Izerskiej, która łączyła austro-węgierską sieć kolejową z Dolnym Śląskiem, umożliwiając m.in. eksport wałbrzyskiego węgla kamiennego na południe. Do roku 1945 miejscowość nosiła niem. nazwę Strickerhäuser (choć na polskich mapach wojskowych nazwa niemiecka pojawia się jeszcze w 1947, niewykluczone, że pojawiła się dopiero kilka lat po wojnie) i wraz z sąsiednią osadą pasterską Hoffnungsthal (Zieliniec) leżała w granicach Prus, (a od 1871 także zjednoczonych Niemiec), natomiast pobliskie miejscowości Kořenov (Wurzelsdorf) z licznymi przysiółkami oraz Janov (Johannesthal) i Harrachov (Harrachsdorf) należały do habsburskiej Austrii, a od końca I wojny światowej w 1918 do traktatu monachijskiego w 1938 – do Czechosłowacji.
Kolej Izerska prowadziła z Jeleniej Góry przez Szklarską Porębę i kolejne stacje: Szklarska Poręba Huta (Josephinenhütte, 1945–1948 Jóźwin) i Jakuszyce (Jakobsthal), gdzie pokonywała Przełęcz Szklarską, następnie mijankę Nowy Świat (nazwa ta pochodzi od znajdującej się po przeciwnej stronie granicy wsi Nový Svět, dawniej Neuwelt), dalej przez stację Mýtiny (Strickerhäuser), a za nią przebijała się 280-metrowym tunelem przez zbocze Tkackiej Góry, by pokonać nurt rzeki Izery wysokim mostem i dotrzeć do następnej stacji w Polubný/Zelené Údolí (dawniej Polaun/Grünthal, dzisiejsza stacja Kořenov), potem przez 940-metrowy tunel Polubný, przez Příchovice (dawniej Prichowitz, dzisiejszy przystanek Kořenov zastávka) i dalej, przez miejscowości Dolní Polubný (Unter-Polaun), Desná (Dessendorf) i Tanvald (Tannwald) w głąb kraju.
Po II wojnie światowej granicę między Polską a Czechosłowacją na odcinku dolnośląskim wytyczono wzdłuż historycznej granicy prusko-austriackiej, przez co Tkacze znalazły się po stronie polskiej. Jednak w wyniku podpisanej 10 października 1958 roku umowy międzypaństwowej wieś Tkacze wraz z całkowicie niezamieszkanym już wówczas przysiółkiem Zieliniec (na mapach także jako Zieleniec) oddana została przez Polskę Czechosłowacji. W zamian za to Czechosłowacja przekazała Polsce położony w pobliżu południowy stok góry Kocierz i fragment północnego stoku góry Mrtvý vrch o tej samej powierzchni. Skutkiem tej wymiany końcowa po polskiej stronie stacja PKP Tkacze stała się stacją końcową ČSD, po stronie czeskiej. Wieś otrzymała wówczas nazwę Mýtiny. Najwięcej zyskała na tym odległa o niespełna 2 kilometry czeska miejscowość Harrachov, dla której Mýtiny stały się naturalną stacją kolejową, dzięki której zyskała połączenie kolejowe z resztą Czech.
W latach 1891–1930 funkcjonowała tu opadowa stacja meteorologiczna (wys. 630 m n.p.m., 50°46′N 15°24′E/50,766667 15,400000). Średnia roczna suma opadów wynosiła wówczas 1223 mm. Najbardziej mokrymi miesiącami były: styczeń 125 mm i lipiec 121 mm. Najmniej deszczu przynosiły: kwiecień 86 mm i maj 87 mm.

## Przypisy

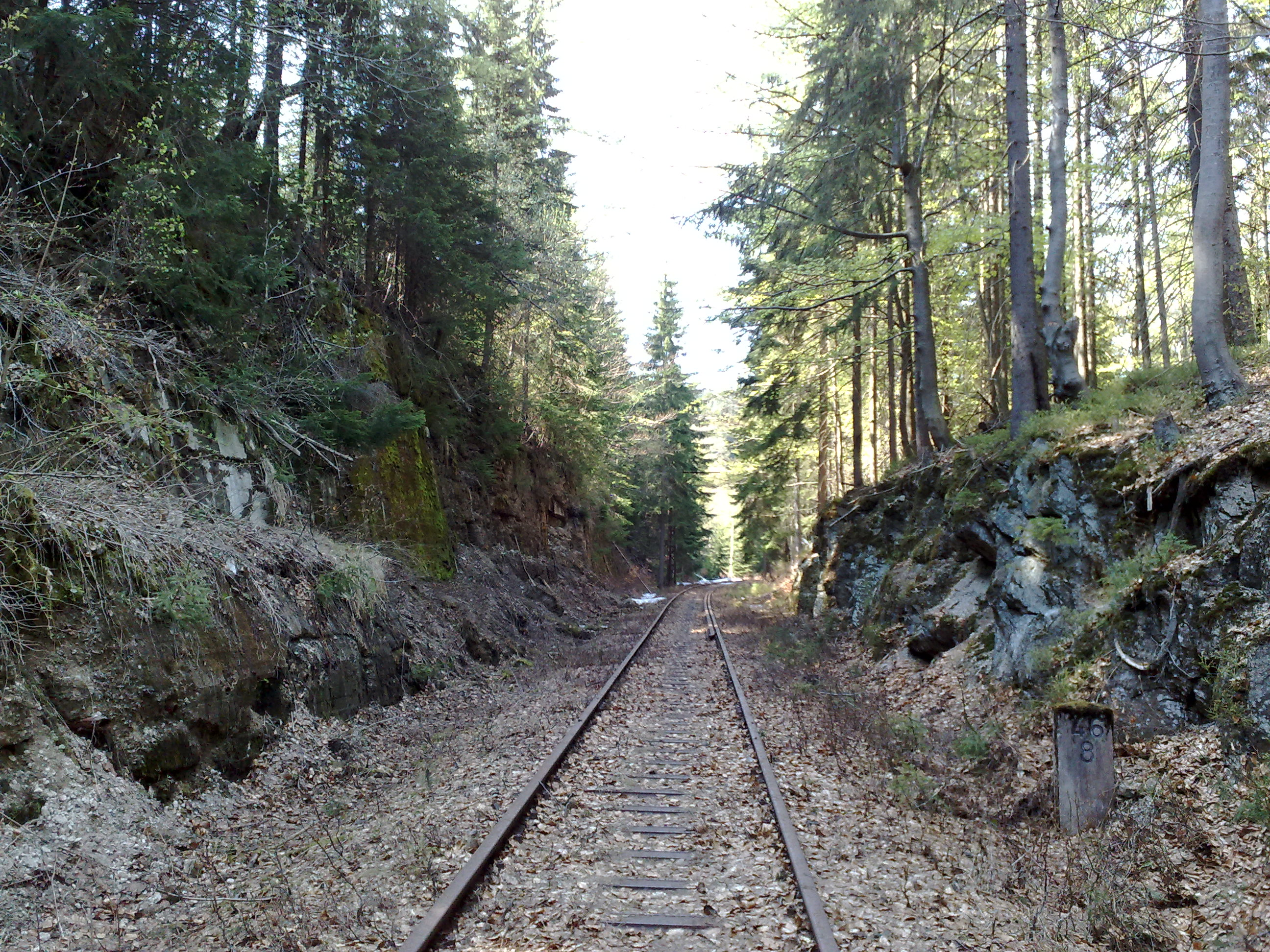
Polski słupek kilometrażowy po czeskiej już stronie – usunięty po remoncie trasy